# Cercetarea științifică reprimată în Uniunea Sovietică
Cercetarea științifică în Uniunea Sovietică, atât în științele exacte cât și în științele umaniste, a fost plasată de la început sub stricta supraveghere a partidului comunist, alături de artă, literatură, învățământ și alte domenii ale culturii umane. Asupra tuturor acestora s-au făcut presiuni pentru a servi interesele proletariatului victorios. Toate cercetările s-au bazat pe baza filozofică a materialismului dialectic. Toate științele umaniste și cele sociale erau verificate mai înainte dacă sunt în strictă concordanță cu materialismul dialectic. 
În câteva cazuri, consecințele influențelor ideologice au fost catastrofale. Deși reprimarea unor domenii ale cercetării științifice a fost foarte notabilă în timpul lui Stalin, restricțiile de tot felul au existat înainte și după acest regim. 

## Pseudoștiințe burgheze
În diferite momente ale istoriei sovietice, anumite ramuri ale științei au fost declarate "pseudoștiințe burgheze", în mod evident, pe baze ideologice, cele mai cunoscute și mai dăunătoare cazuri fiind cele ale geneticii și ale ciberneticii. Interzicerea lor a cauzat rămâneri serioase în urmă ale științei, tehnicii și economiei sovietice. Oamenii de știință sovietici nu au cucerit niciodată un Premiu Nobel pentru fiziologie sau medicină sau un Premiu Turing. Prin comparație, ei au primit șapte Premii Nobel pentru fizică. URSS-ul a rămas în urmă în domenii precum computerele, microelectronica și biotehnologia.

## "Cartea neagră" a cercetării științifice sovietice

### Biologie
Pentru mai multe detalii, vedeți Lîsenkoism.
La mijlocul deceniului al patrulea, agronomul Trofim Lîsenko a început o campanie împotriva geneticii, având sprijinul lui Stalin în această acțiune. Între 1934 și 1940, mulți geneticieni au fost executați sau au fost trimiși în lagăre de muncă. Printre cei astfel pedepsiți a fost și marele genetician sovietic Nikolai Vavilov, care a murit în închisoare în 1943. Genetica a fost denumită "curva capitalismului" (продажная девка капитализма) și a fost stigmatizată ca fiind "știință fascistă", aluzie la legăturile cu eugenia, foarte populară în  Germania Nazistă. Totuși, unii dintre geneticieni au supraviețuit și au continuat în domeniu, în ciuda pericolelor.
În 1948, genetica a fost proclamată în mod oficial "o pseudoștiință burgheză". Toți geneticienii au fost concediați, câțiva au fost arestați și toate cercetările au fost întrerupte. Interdicțiile care priveau genetica au continuat mult după moartea lui Stalin, până pe la mijlocul deceniului al șaptelea, când toate opreliștile au fost ridicate.

### Cibernetica
Cibernetica a fost de asemenea scoasă în afara legii ca fiind  pseudoștiință burgheză, "punând semnul egal în mod mecanic între procesele din natura vie, societate și sistemele tehnice, intrând astfel în contradicție cu materialismul dialectic și cu fiziologia modernă dezvoltată de Ivan Pavlov". Ca și în cazul geneticii, interdicțiile au continuat mult după moartea lui Stalin,  servind în cele din urmă ca un punct de plecare a destalinizării în știința sovietică. Semnificația simbolică a ciberneticii în reformarea științei sovietice explică popularitatea sa ca tărâm de cercetare, cu mult după ce importanța ei în occident a scăzut. Prin oprimarea ciberneticii, se poate spune că Stalin este cel care se face vinovat de creșterea ei dramatică după 1953. 

### Semiotica și lingvistica structurală
Pentru a scăpa de presiunea ideologică a cenzorilor de partid asupra "tendințelor formaliste în lingvistică", cercetătorii sovietici în semiotică au introduc sinonimul teoria sistemelor modelatoare secundare ("вторичные моделирующие системы"), limbajul fiind "sistemul modelator primar". 

### Pedologia
Pedologia a fost o zonă de cercetare care a avut o bază foarte largă datorită numeroaselor orfelinate create după încheierea războiului civil rus. Pedologia sovietică era o combinație între pedagogie și psihologia dezvoltării umane, totul bazat pe o mulțime de teste. Știința a fost în mod oficial interzisă după promulgarea unui decret special al Comitetului Central al Partidului Comunist al Uniunii Sovietice din 4 iulie 1936.

### Psihologia
Conceptul "cultural-istoric" (ori sociocultural) în  psihologie a lui  Lev Vîgotski (Лев Семенович Выготский ), a fost interzisă în 1932, deși Vîgotski era un marxist convins.

### Psihiatrie
Pentru mai multe detalii, vedeți Psihușka.

### Chimia
În 1951, s-a făcut o tentativă de reformare a chimiei organice în spiritul Lîsenkoismului. Punctul de plecare a fost teoria rezonanței structurale a lui Linus Pauling, declarată "idealistă" (de vreme ce trata "rezonanța" unor structuri moleculare inexistente). Victima imediată a acestei campanii ar fi trebuit să fie catedra de chimie a Universității de stat din Moscova. În iunie 1951 s-a ținut Conferința unională asupra statutului teoriei compoziției chimice în chimia organică  În cadrul acesteia, teoria rezonanței structurale a fost declarată pseudoștiință burgheză, rezoluția corespunzătoare fiindu-i trimisă lui Stalin.